# Санта-Марія-дель-Інв'єрно
Санта-Марія-дель-Інв'єрно (ісп. Santa María del Invierno) — муніципалітет в Іспанії, у складі автономної спільноти Кастилія-і-Леон, у провінції Бургос. Населення — 63 особи (2010).
Муніципалітет розташований на відстані близько 230 км на північ від Мадрида, 23 км на північний схід від Бургоса.
На території муніципалітету розташовані такі населені пункти: (дані про населення за 2010 рік)
- П'єдраїта-де-Хуаррос: 21 особа
- Санта-Марія-дель-Інв'єрно: 42 особи

## Демографія
Динаміка населення (INE ):